# 錦城学園高等学校
錦城学園高等学校（きんじょうがくえんこうとうがっこう）は、東京都千代田区神田錦町に所在する私立高等学校。
通称：錦城（きんじょう）。
東京都小平市にある錦城高等学校は同じ学校法人が運営する姉妹校である。兵庫県明石市にある兵庫県立錦城高等学校とは無関係である。

## 概観
1880年（明治13年）5月5日、福澤諭吉の高弟である矢野文雄（号・龍渓）が、慶應義塾旧医学校跡に創設した「三田予備校」を源流とする、慶應義塾の関連校であった。

## 沿革

### 略歴
1880年、福澤諭吉の高弟である矢野文雄（号・龍渓）が、旧慶應義塾旧医学校跡に創設した「三田予備校」を源流とする。
1881年に三田英学校と改称し、英語教育を中心とした教育を始める。
2004年に学校の施設や設備を改修し、2006年以降男女共学となった。また同年、制服のブレザーの色を、緑色から紺色へ変更した。

### 年表
- 1880年 - 矢野文雄（号・龍渓）が、東京府芝区三田二丁目（現・港区三田二丁目）に三田予備校を創立。校主矢野武雄（矢野龍渓の弟。東京開成学校卒）
- 1881年 - 東京府芝区愛宕町三丁目（現・港区新橋五丁目）に移転し三田英学校と改称。校主矢野武雄。
- 1883年 - 三田英学校、幼年舎併設。
- 1885年 - 三田英学校、本科、予科、幼年舎の他に高等科を併設。
- 1889年 - 東京府神田区錦町三丁目（現在地）に、新校舎建設移転。校名を錦城学校と改称。普通科、速成科、英漢両専科の他に数学科を新設。
- 1892年 - 神田大火にて本校も罹災。神田区猿楽町二番地の東京数学院を仮教場とし、翌日より平常授業。焼失地跡に新校舎竣工。錦城学校尋常中学と改称。矢野文雄（号・龍渓）が、校長に就任。
- 1899年 - 錦城中学校と改称。
- 1905年 - 錦城予備学校設立。
- 1906年 - 同窓会創立。矢野文雄（号・龍渓）が、会長に就任。
- 1907年 - 錦城商業学校を神田区錦町三丁目十八番地（現・東京電機大学五号館敷地内）に併設。
- 1910年 - 中学校創立三十年式典を挙行。
- 1948年 - 学制改革にともない、新制錦城高等学校（普通科・商業科）と改称。
- 1953年 - 錦城高等学校商業科を錦城商業高等学校と改称。
- 1963年 - 錦城高等学校（普通科）を小平市に移転。
- 1972年 - 錦城学園高等学校と改称。
- 1980年 - 創立100周年。
- 2000年 - 創立120周年。
- 2004年 - 校舎の全面改築実施。
- 2006年 - 男女共学実施。
- 2009年 - 共学1期生卒業。
- 2013年 - 創立130周年記念式典挙行。

## 基礎データ

### 教育課程
1年次は全学年共通のコースで学び、2年次より各コース及びクラスに分かれ学ぶ。
- 共通コース（1年次）
  - 文系コース（2～3年次）
    - 特進クラス
    - 進学クラス

  - 理系コース（2～3年次）
    - 特進クラス
    - 進学クラス

### 交通アクセス
出典 : 
| 路線名             | 最寄り駅     | 出口         | 徒歩所要時間 |
| ------------------ | ------------ | ------------ | ------------ |
| 東京メトロ東西線   | 竹橋駅       | 3b           | 5分          |
| 都営地下鉄三田線   | 神保町駅     | A9           | 7分          |
| 都営地下鉄新宿線   | 小川町駅     | B7           | 8分          |
| 東京メトロ千代田線 | 新御茶ノ水駅 | B7           | 8分          |
| 東京メトロ丸ノ内線 | 淡路町駅     | B7           | 8分          |
| JR中央線           | 御茶ノ水駅   | 御茶ノ水橋口 | 10分         |
| JR中央線           | 神田駅       | 北口         | 10分         |

## 学校行事
校外行事で天候が良い時を「錦城晴れ（きんじょうばれ）」と称する場合がある。また、天候が曇りなど、すぐれない場合は「錦城日和（きんじょうびより）」と称する場合がある。
- 4月　入学式
- 5月　体力テスト
- 6月　芸術鑑賞、体育祭
- 7月　オーストラリアホームステイ（希望者）
- 8月　自然体験学校（1年生）
- 9月　錦城祭（文化祭） - 2014年9月28日の学園祭に、映画『近キョリ恋愛』（10月11日公開）の宣伝で、主役の山下智久とヒロイン役の小松菜奈が来校した[4]。
- 10月　球技大会
- 11月　大学学部学科説明会（1年生・2年生）
- 12月　進学課外講習
- 1月　修学旅行（2年生）、スキー教室（希望者）
- 2月　マラソン大会
- 3月　卒業式

### 行事
体育祭は、東京武道館で行われ担任団作成の映像が流されることでとても盛り上がる体育祭として有名。
体力テストは、例年駒沢大学陸上競技場で行われるが、2024年度は天候不順により延期したため、台東リバーサイドスポーツセンターで行われた。
自然体験学校では、2000年代半ばまで富士登山が行われていたが、現在では5合目散策が行われている。

### 校内
１階には多目的ホールがあり、そこで説明会や音楽の授業が行われている。

## 生徒会活動・部活動
- 生徒会執行部

### 体育系クラブ
- ソフトテニス部
- 陸上競技部
- 硬式野球部
- バスケットボール部
- バレーボール部
- バドミントン部
- ソングリーダー部
- サッカー部
- 卓球部
- 剣道部
- 水泳部
- 少林寺拳法部

### 文化系クラブ
- 吹奏楽部
- 写真部
- 文芸部
- パソコン部
- 美術部
- 英語部
- 理科部
- 軽音楽部
- 囲碁部
- 漫画部
- 演劇同好会

## 著名な関係者

### 教員
- 芥川龍之介 - 小説家
- 犬養毅 - 内閣総理大臣
- 大隈英麿 - 東京専門学校・早稲田尋常中学校・早稲田実業中学校校長
- 小栗貞雄 - 政治家
- 尾崎行雄 - 世界連邦建設同盟会長、衆議院名誉議員、東京都名誉都民
- 久米正雄 - 小説家
- ジェームズ・メイン・ディクソン - 英文学者
- 珍田捨巳 - 米・英駐在大使
- 坪内逍遥 - 東京専門学校文学科創設者、早稲田大学教授
- 徳富蘇峰 - 國民新聞社主
- 野上豊一郎 - 法政大学総長
- 松村武雄 - 旧制浦和高等学校教授
- 森田思軒 - 翻訳家
- 若月保治 - 東洋大学教授
- 和田英松 - 学習院教授

### 出身者

#### 法曹界
- 石田和外 - 最高裁判所長官、全日本剣道連盟会長
- 和仁貞吉 - 大審院院長、法学博士

#### 政界
- 秋田清 - 衆議院議長、勲一等瑞宝章
- 伊集院彦吉 - 外務大臣、勲一等旭日桐花大綬章
- 井上準之助 - 大蔵大臣、日本銀行総裁
- 大河原一次 - 参議院議員
- 大久保利武 - 貴族院議員、大阪府知事、日本赤十字社理事
- 香坂昌康 - 東京府・愛知県知事
- 小松謙次郎 - 貴族院議員、鉄道大臣
- 椎名悦三郎 - 内閣官房長官、自由民主党副総裁
- 砂間一良 - 衆議院議員
- 竹内俊吉（中退）- 青森県知事、ラジオ青森創立者・会長・社長
- 田所美治 - 貴族院議員、順心高等女学校校長
- 田中角栄 - 内閣総理大臣、一級建築士
- 千葉三郎 - 東京農業大学学長、勲一等旭日大綬章
- 西村修 - 文京区議会議員、プロレスラー
- 山之内一次 - 鉄道大臣
- 金性洙 - 韓国の副総理、東亜日報社長、普成専門学校校長（現・高麗大学校）

#### 経済界
- 稲山嘉寛 - 新日本製鐵会長・社長、経済団体連合会会長
- 上原正吉 - 大正製薬会長・社長
- 大久保正二 - 日野自動車会長・社長
- 小森七郎 - 日本放送協会会長、文化功労者
- 新関八洲太郎 - 三井物産会長・社長
- 宋鎮禹 - 東亜日報社長

#### 医療・福祉
- 三上剛太郎 - 医師、軍医、新聞記者

#### 学界
- 赤堀四郎 - 大阪大学総長・名誉教授、理化学研究所理事長
- 岩田新 - 旧制東京商科大学名誉教授、中央大学法学部教授
- 末広恭二 - 東京帝国大学教授、東京大学地震研究所所長
- 大工原銀太郎 - 九州帝国大学総長・教授、同志社大学総長
- 田中義能 - 帝国女子専門学校校長、五高教授
- 蜷川新 - 同志社大学・駒澤大学教授、国際赤十字赤新月社連盟理事
- 沼田嘉穂 - 横浜高等商業学校・横浜専門学校教授
- 林春雄 - 東京帝国大学名誉教授、国立公衆衛生院院長、日本薬理学会会長
- 藤島亥治郎 - 東京大学名誉教授、恩賜賞
- 三好学 - 東京帝国大学名誉教授、日本植物学会会長
- 山田三良 - 京城帝国大学総長、東京帝国大学法学部長・教授、日本学士院院長
- 吉田富三 - 東京大学医学部長・教授、癌研究会研究所長、コッホ・ゴールドメダル

#### 軍事
- 蘆野敬三郎 - 海軍大学校教授
- 有馬良橘 - 海軍大将、勲一等旭日桐花大綬章、勲一等旭日大綬章
- 財部彪 - 海軍大将、海軍大臣

#### 芸術

##### 文芸
- 岩田欣三 - 翻訳家、医師、法政大学教授
- 小栗風葉 - 小説家
- 尾崎紅葉 - 小説家
- 島崎藤村 - 小説家、朝日文化賞
- 鷲尾洋三 - 文芸春秋社常務取締役・編集長

##### 美術
- 田淵行男 - 山岳写真家
- 中川一政 - 美術家、文化勲章、文化功労者
- 山本豊市 - 東京芸術大学名誉教授、芸術選奨

##### 音楽
- 堀光一路 - 歌手
- 宮沢縱一 - 音楽評論家、武蔵野音楽大学教授、放送文化賞

##### 芸能
- 三笑亭夢楽 - 落語家
- 友田恭助 - 新劇俳優
- 福岡正剛 - 俳優

##### その他
- 木村義雄 - 将棋棋士、十四世名人

#### スポーツ
- 徳三宝 - 講道館の名物男として知られ、のち早稲田大学柔道部師範
- 新免純武 - レスリングアムステルダム五輪日本代表、のち中国柔道連盟会長
- 立野在 - 元フィギュアスケート選手（アイスダンス）※ 2年生時に日出高等学校へ転出
- 増渕祐香 - 陸上競技中・長距離選手
- 保坂晴子 - 陸上競技中・長距離選手
- 栃ノ花善治郎 - 大相撲力士